# Parcul Național Grand-Teton
Parcul Național Grand-Teton este situat în nord-vestul statului Wyoming la sud de Parcul Național Yellowstone, întinzându-se de-a lungul Munților Teton în comitatul omonim, din statul Wyoming, comitatul Teton.
Numele parcului provine de la lanțul muntos Teton Range (având în vârful Grand Teton cel mai înalt punct al său, la altitudinea de 4.198 m) care se întinde pe teritoriul parcului în direcția nord-sud. La est de lanțul muntos se află lacuri montane din care cel mai mare este Jackson Lake și o regiune de șes întinsă numită „Jackson Hole”. Primul alb care a intrat în regiune a fost John Colter (1808), văzând forma munților i-a denumit după termenul francez care înseamnă piept (sân, sfârc). Regiunea a fost în anul 1929 declarat parc național.

## Geografie și geologie

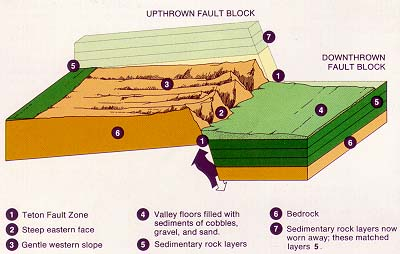
Diagrama schematică și orogeneza munților Teton

Regiunea frământată din punct de vedere tectonic în urmă cu 9 milioane de ani a munților Teton, are vârful cel mai înalt „ Grand Teton” cu altitudinea de 4.197 m deasupra n.m..
In regiunea munților se află 12 ghețari. In regiune sunt o serie de lacuri alpine dintre acestea cel mai mare fiind Jackson Lake care a fost mărit înainte de a fi declarată regiunea parc, prin construirea unui baraj.
„Jackson Lake” este alimentat de Snake River, după care în sud părăsește platoul printr-o vale îngustă. La sud de parcul național se află localitatea Jackson, unde este o regiune de refugiu , pentru cerbii Wapiti (National Elk Refuge) refugiu din cauza temperaturilor joase din munți.

## Atracții turistice
In parc sunt numeraose căi de drumeție, care luate împreună însumează 300 de km lungime. Munții sunt considerați de alpiniști un paradis.
Există posibiltăți de „rafting” pe cursul vijelios a lui Snake River. Iarna se pot practica sporturile de iarnă ca schi sau sania tractată de câini.
Mulți dintre turiști folosesc Parcul Național Grand-Teton ca o stație de oprire în drum prin John D Rockefeller, Jr. Memorial Parkway (Parcul Memorial John D Rockefeller) spre Parcul Național Yellowstone